# إيفيكا سيلينا
إيفيكا سيلينا Evika Siliņa وهي سياسية من جمهورية لاتفيا وعضو في حزب الوحدة اللاتفي. ولدت يوم 03 أوت 1975، وتولت منصب رئيسة وزراء لاتفيا في سنة 2023. بعد عملها كمحامية، تولت منصب سكرتيرة برلمانية، وبعدها تم تعيينها وزيرة للداخلية، في حكومة الوزير الاول أرتورس كريشانيس كارينش. وفي 2022، عينها وزيرة للرعاية الاجتماعية في حكومته الائتلافية الثانية. بعد استقالة الوزير الاول تم اقتراحها من قبل حزب الوحدة في صيف 2023،ومن قبل رئيس الجمهوريةايضا، لقيادة السلطة التنفيذية الجديدة، خلفا لأرتورس كريشانيس كارينش. وشكلت ائتلافًا ثلاثيًا وحصلت على ثقة البرلمان في منتصف سبتمبر/أيلول.

## حياة خاصة
ولدت إيفيكا سيلينا في 03 اغسطس 1975. هي متزوجة وهي ام لثلاثة اطفال. بالإضافة إلى لغتها الأم اللاتفية، تتقن سيلينا اللغتين الإنجليزية والروسية.